# ネイサン・アダムズ
ネイサン・アダムズ（Nathan Adams、1991年7月23日 - ）はイギリスのゲームプログラマー。愛称はディナーボーン（Dinnerbone）。2012年3月からMojang Studiosに所属し、ゲーム「Minecraft」の開発に携わっている。

## 幼少期
1991年7月23日にイギリスのシュルーズベリーで生まれた。MSNメッセンジャー上のボットの作成を通し、10歳でプログラミングを学んだという。

## 経歴
セカンダリースクール（日本における中等教育学校や中高一貫校にほぼ相当）卒業後、大学を中退し、小さなウェブ開発会社に就職。その後、アメリカのゲーム関連企業であるCurseに転職し、Minecraftサーバーを作成、変更するツールである「CraftBukkit」を制作した。その後、MojangがCraftBukkit開発チームを引き継ぎ、同名のAPIを正式に採用した。これにより、Mod開発者がMinecraftのゲームファイルに簡単にアクセスできるようになり、一般有志によって作成されたModが広く普及するようになった。2012年2月28日にアダムズはMojangに移籍し、3月27日から業務を開始した。2015年10月に一度Minecraftの開発から離れ、新しいゲームランチャーの開発に注力したが、2017年2月に再びMinecraftの開発チームに復帰した。現在、Minecraftのテクニカルディレクター（技術責任者）を務めている。しかし、2022年7月には、健康上の理由から1年半休職していることを明らかにした。
Mojangの社外においても、2020年までアダムズは同年末にサポートが終了したAdobe Flash Playerの代替エミュレーター開発プロジェクトであるRuffleの開発責任者を務めるなどした。

## 私生活
Mojangのプロジェクトマネージャーであるアレクサンドラ・ゼイジャックと結婚。2016年10月2日には一人息子が生まれた。
アダムズは赤緑色盲を患っている。
2019年3月21日、アダムズはスウェーデンの市民権を取得した。